# Zruč nad Sázavou
Zruč nad Sázavou − miasto w Czechach, w kraju środkowoczeskim.
Według danych z 31 grudnia 2003 powierzchnia miasta wynosiła 1 637 ha, a liczba jego mieszkańców 4 925 osób.
Wykorzystując miejscowe tradycje szewskie, w 1938 w miejscowości powstał jeden z zakładów Baty. Miano też wybudować lotnisko, szpital i szkołę, ale po wejściu Niemców w 1939, planów nie zrealizowano i w trakcie stopniowej nacjonalizacji w 1945, odrzucono pomysł całkowicie. Zakłady przyjęły też nową nazwę - Sázavan, stając się głównym ośrodkiem produkcji obuwia dziecięcego w Czechosłowacji. W 1989 zakłady sprywatyzowano. W miejscowym Muzeum Regionalnym, eksponuje się m.in. historyczne zdjęcia zakładów i szewskie narzędzia.

## Demografia
| Rok             | 1970  | 1980  | 1991  | 2001  | 2003  |
| --------------- | ----- | ----- | ----- | ----- | ----- |
| Liczba ludności | 4 433 | 4 960 | 5 264 | 5 020 | 4 925 |

Źródło: Czeski Urząd Statystyczny